# Nysätra distrikt, Västerbotten
Nysätra distrikt är ett distrikt i Robertsfors kommun och Västerbottens län. Distriktet ligger omkring Ånäset i östra Västerbotten.

## Tidigare administrativ tillhörighet
Distriktet inrättades 2016 och utgörs av socknen Nysätra i Robertsfors kommun.
Området motsvarar den omfattning Nysätra församling hade 1999/2000.

## Tätorter och småorter
I Nysätra distrikt finns en tätort och en småort.

### Tätorter
- Ånäset

### Småorter
- Flarken